# Karin Högel
Karin Alida Högel, född Eriksson den 4 december 1893 i Kungs-Barkarö, Västmanlands län, död den 28 april 1976 i Täby, var en svensk skådespelare.
Högel filmdebuterde 1942 i Schamyl Baumans Rospiggar och hon kom att medverka i åtta långfilmer. Hon var från 1927 gift med skådespelaren Axel Högel. De är begravda på Solna kyrkogård.

## Filmografi
- 1942 – Rospiggar
- 1945 – Barnen från Frostmofjället
- 1949 – Havets son
- 1952 – Hård klang
- 1952 – Kärlek
- 1954 – Dans på rosor
- 1956 – Kulla-Gulla
- 1958 – Vi på Väddö